# Anton Allemann
Anton Allemann (Soleura, 6 de enero de 1936 - Klosters-Serneus, 3 de agosto de 2008) fue un futbolista suizo que se desempeñaba como delantero.

## Carrera como futbolista
Comenzó su carrera en el BSC Young Boys de Berna en 1957 a los 21 años, equipo en el que militó durante cuatro temporadas. En 1961, fichó por el equipo italiano del A.C. Mantova y posteriormente militó en el PSV Eindhoven neerlandés y el 1. FC Nürnberg alemán, antes de volver a Suiza en 1966 para jugar en el Grasshopper-Club de Zürich.
Fue internacional con la selección de fútbol de Suiza en 27 ocasiones y convirtió 9 goles. Participó en la Copa del Mundo de 1962.
Allemann murió el 3 de agosto de 2008 a los 72 años, después de sufrir un infarto de miocardio.

### Participaciones en Copas del Mundo
| Mundial                        | Sede  | Resultado      | Partidos | Goles |
| ------------------------------ | ----- | -------------- | -------- | ----- |
| Copa Mundial de Fútbol de 1962 | Chile | Fase de grupos | 3        | 0     |

## Clubes
| Club              | País         | Año       | Partidos | Goles |
| ----------------- | ------------ | --------- | -------- | ----- |
| BSC Young Boys    | Suiza        | 1957–1961 | 77       | 5     |
| Hayes FC          | Inglaterra   | 1959      | 15       | 4     |
| AC Mantova        | Italia       | 1961–1963 | 48       | 10    |
| PSV Eindhoven     | Países Bajos | 1963–1964 | 25       | 6     |
| 1. FC Nürnberg    | Alemania     | 1964–1966 | 50       | 8     |
| Grasshopper       | Suiza        | 1966–1968 | 37       | 14    |
| La Chaux-de-Fonds | Suiza        | 1968–1969 | 22       | 5     |
| FC Solothurn      | Suiza        | 1969–1971 |          |       |
| FC Lucerna        | Suiza        | 1971-1972 | 17       | 1     |
| FC Schaffhausen   | Suiza        | 1972-1973 |          |       |